# Willy Gehler
Willy Gustav Gehler (* 5. September 1876 in Leipzig; † 13. April 1953 in Dresden) war ein deutscher Bauingenieur und Wissenschaftler.

## Leben und Werk
Nach dem Abitur 1895 studierte Gehler zunächst an der Universität Leipzig und ab 1896 an der Technischen Hochschule Dresden Mathematik und Naturwissenschaften. Erst 1898 wechselte er die Fachrichtung und studierte in Dresden Bauingenieurwesen. 1899 bestand er die erste Staatsprüfung als Voraussetzung für ein Referendariat. 1900 wurde ihm für die erste Staatsprüfung der neu eingeführte Studienabschluss Diplom-Ingenieur zuerkannt. 1902 wurde er nach bestandener zweiter Staatsprüfung zum Regierungsbaumeister (Assessor) ernannt und wurde im Brückenbaubüro der Sächsischen Staatseisenbahn und parallel dazu als Assistent der Ingenieurabteilung der Technischen Hochschule Dresden tätig.
Untypisch für den Beginn des 20. Jahrhunderts, wechselte er 1905 in die private Bauwirtschaft. Sein Arbeitgeber war das auf Beton und Stahlbeton spezialisierte Bauunternehmen Dyckerhoff & Widmann. Zunächst als Oberingenieur arbeitend und später zum technischen Direktor befördert, gehört er neben Emil Mörsch zu den wissenschaftlichen Pionieren des Stahlbetonbaus. Die wissenschaftliche Durchdringung der Thematik durch Gehler half, dass sich das junge Baumaterial nicht nur gegen traditionelle Materialien durchsetzte, sondern dass auch das hohe Potential des Stahlbetons als Baustoff aufgezeigt wurde. So beteiligte er sich an Planung und Ausführung des Gasbehälters III in Dresden-Reick, der Querhalle des Leipziger Hauptbahnhofes und der Breslauer Jahrhunderthalle.
Gleichzeitig verfolgte er seine akademische Karriere weiter und wurde 1909 an der Technischen Hochschule Dresden mit einer Dissertation Beitrag zur Bemessung der Rahmen promoviert. Kurz darauf habilitierte er sich mit der Arbeit Beitrag zur Berechnung und Beobachtung von Nebenspannungen eiserner Fachwerkbrücken. Von 1909 bis 1913 war er an der Technischen Hochschule Dresden als Privatdozent tätig. Gehler gelang es durch seine Forschungen, eine grundlegende Theorie der Rahmentragwerke aufzustellen. Dabei leiteten ihn konkrete Probleme der Baupraxis. Seine genaue Analyse von Rahmentragwerken sollte die Grundlage für die Entwicklung praxistauglicher Bemessungsverfahren sein. Seine Theorie der Rahmentragwerke bildete daher das basistheoretische Fundament des Verschiebungsgrößenverfahrens.
Willy Gehler war von 1913 bis 1945 ordentlicher Professor für Festigkeitslehre, Baustofflehre, Baustatik und Stahlbrückenbau an der Technischen Hochschule Dresden und Nachfolger seines Lehrers Georg Christoph Mehrtens.
Während der Zeit des Ersten Weltkrieges wurde er als Referent im Technischen Stab des Kriegsamtes und ab 1917 als Chef der neu errichteten Bauten-Prüfstelle dienstverpflichtet.
Als er 1919 zum Direktor der bautechnischen Abteilung des Versuch- und Materialprüfungsamtes der Technischen Hochschule Dresden berufen wurde, übernahm er die damit verbundene Professur für Baustofflehre. Im Gegenzug gab er das Lehrgebiet Statik der Baukonstruktionen an den gerade berufenen Kurt Beyer ab. Vor allem beschäftigte sich Gehler in seiner Zeit als Lehrstuhlinhaber mit Werkstoffforschung, Materialprüfung, systematischer Schadensforschung und der experimentell betriebenen Festigkeitslehre. Die Ergebnisse seiner experimentellen Tätigkeit, in mehreren Sammelbänden und Monographien publiziert, seine Erfahrungen aus der Ingenieurpraxis und seine mathematisch-physikalische Kompetenz bahnten ihm den Weg in viele nationale und internationale Fachgremien und Ausschüsse und zeitigten ein Wirken, was über die reine Hochschultätigkeit hinausging.
Gehler trat zum 1. Mai 1933 der NSDAP bei (Mitgliedsnummer 2.459.149) und wurde wenig später auch Förderndes Mitglied der SS. Die auf seine Initiative ab 1933 durchgeführten Schuss- und Brandbombenversuche belegen seine aktive Zusammenarbeit mit den nationalsozialistischen Machthabern. Im November 1933 unterzeichnete er das Bekenntnis der deutschen Professoren zu Adolf Hitler.
Trotz seiner Kollaboration mit den Nationalsozialisten konnte er aufgrund seiner hohen fachlichen Kompetenz und der Fürsprache Kurt Beyers auch nach 1945 seine Forschung und Gremientätigkeit, wenn auch an weniger exponierter Stelle, fortsetzen. So war er ab 1948 Leiter des Landesausschusses Sachsen für Normung und Typung im Bauwesen. Kurz vor seinem Tod beendete er eine wegweisende Arbeit über das Knickstabproblem.
Willy Gehler starb am 13. April 1953 in Dresden an Herzversagen und wurde auf dem Urnenhain Tolkewitz beigesetzt.

## Ehrungen
- Ehrendoktor der Deutschen Technischen Hochschule Brünn[3]